# 國家太空委員會

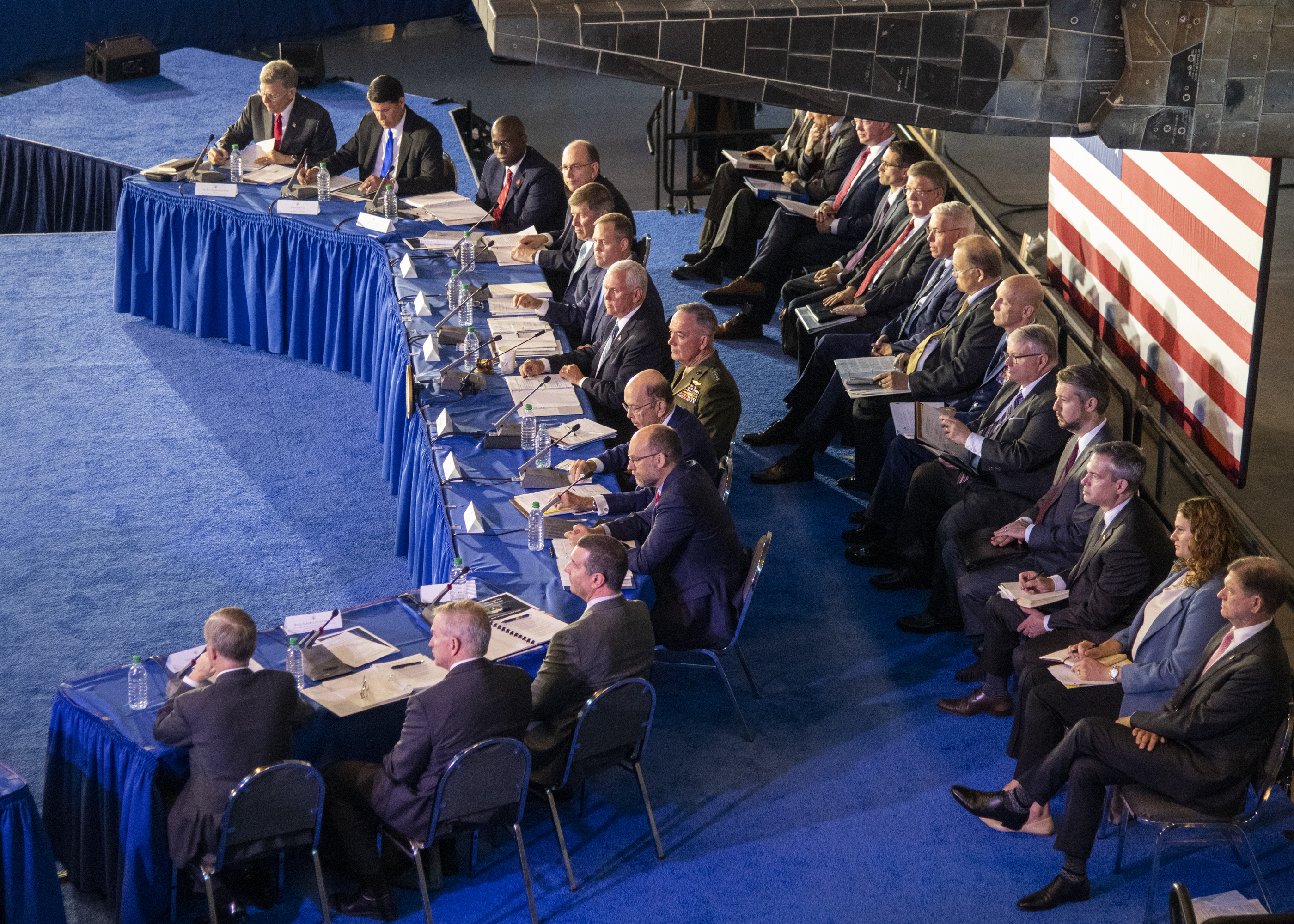
國家航天委員會於2019年在華盛頓特區的Steven F. Udvar-Hazy中心舉行會議。

國家太空委員會（National Space Council）是美國總統行政辦公室內的一個機構，成立於1989年喬治·H·W·布希政府期間，於1993年解散，並於2017年6月由唐納德·特朗普政府重新建立。它是早期美國國家航空航天委員會（1958-1973）的修改版。
國家太空委員會作為政策制定辦公室運作，處理一系列民事、商業、國家安全和國際太空政策事務。該委員會由內閣級成員組成，由用戶諮詢小組支持，由美國副總統擔任主席。